# 9-й район
«9 район» (Девятый район) — советская и российская рок-группа, организованная Алексеем Никитиным в 1991 году в Красноярске.
Все участники группы были студентами Красноярского института космической техники. Алексей Никитин — автор песен, вокал, гитара, Радик Валетов — клавиши, Максим Голубенко — бас, Александр Шевкун — барабаны. 

## История
Группа «9 район» была организована Алексеем Никитиным в 1991 году в городе Красноярске и состояла из четырёх студентов Красноярского института космической техники. Лидер группы Алексей Никитин, родом из города Железногорска, автор музыки и слов всех песен «9 района», начал писать песни с ранней юности. Группа репетировала, выступая на праздничных мероприятиях СМУ-6.
Первый альбом группы «Не забывай» писался 2 месяца, в мае-июле 1991 года, на студии Вячеслава Медяника (средства на запись выделила администрация города); в записи альбома, помимо основного состава, принимали участие звукорежиссёры и музыканты: Андрей Иголкин, Игорь Алёхин, Алик Похабов. Запись была выпущена в том же году; в неё (по нехватке средств) вошло 6 песен. Ровно через год был записан 2-й альбом, позднее самим Алексеем Никитиным был объединён в единый альбом под общим названием «Не забывай». Кассеты распространялись музыкантами через знакомых; альбом получил распространение в ряде городов (Владивосток, Москва, Санкт-Петербург, Киев и др.), но о самих музыкантах долгое время не было ничего известно.
С 1992 года группа начала активно гастролировать, выступая от Красноярской Краевой филармонии. По свидетельству Максима Голубенко, на первых концертах играли вживую, после 1992 года — частично под фонограмму (в том числе — для телевизионных выступлений). Первый коммерческий концерт состоялся на стадионе в городе Абакан 28 октября 1994 года. В период с 1994 по 2000 годы регулярно выступали в Красноярске на Днях города и Молодёжи. Посещали Сибирь, Дальний Восток. Попытка договориться в Москве со студиями, продюсерами не дала результата. Параллельно с группой в конце 90-х Никитин занимался бензиновым бизнесом. 
Впоследствии было выпущено ещё 6 альбомов («Я буду рядом», «Новое и лучшее-1», «Новое и лучшее−2», «Возвращение», «Стрелец» (2007), «Вулкан» (2010, студия Дмитрия Кружковского)). В начале 00-х на канале РТР короткое время транслировался видеоклип на песню «Стюардесса», но группа осталась им недовольна. В 2009—2010 гг. «9 район» выступал на Дальнем Востоке.
Состав группы неоднократно менялся. С 2002 по 2004 гг. деятельность группы была приостановлена в связи с тем, что Алексей попал в серьёзную автомобильную аварию; в тот же период у него были проблемы с алкоголем. Работа группы начала возобновляться с 2005—2006 гг., а также 2007—2008 гг. и до 2013 г. Алексей Никитин погиб 30 июля 2014 г. в результате несчастного случая, находясь на лечении в хирургическом отделении МСЧ 51 г. Железногорска в возрасте 43 лет.
В 2015 году в качестве вокалиста был приглашён Денис Комович. В данный момент группа успешно гастролирует и радует своих поклонников.
В 2022 году дебютный альбом группы был отреставрирован и выпущен на грампластинках и CD.

## Состав группы

### 1991—1995
- Алексей Никитин — гитара, вокал, автор музыки и слов
- Евгений Попов — гитара
- Игорь Алехин — аранжировки, саксофон
- Виталий Акмурзин — саксофон
- Максим Голубенко — бас-гитара
- Радик Валетов — клавиши, аранжировки
- Александр Шевкун — ударные

### 1995—1997
- Алексей Никитин — гитара, вокал, автор песен
- Евгений Попов — гитара
- Виталий Акмурзин — саксофон
- Игорь Алехин — звукорежиссёр (погиб в 1996 г.)

### 1997
- Алексей Никитин — вокал
- Евгений Попов (с 1999 г. Григорий Игуменов) — гитара
- Виталий Акмурзин — саксофон
- Евгений Кучумов — ударные
- Станислав Мищенко — клавишные, аранжировка (погиб в 2011 г.)
- Ольга Чанчина — бэк-вокал («Возвращение»)[9]

### 2005—2007
- Алексей Никитин — вокал
- Виталий Акмурзин — саксофон
- Дмитрий Семиколенных — бас-гитара
- Дмитрий Антонюк — ударные
- Юрий Загудаев — гитара
- Виталий Смирнов — клавишные

### 2010—2011
- Алексей Никитин — вокал
- Алексей Бурин — гитара
- Дмитрий Семиколенных по прозвищу «Атец Рока» — бас-гитара
- Олег Стариков — ударные
- Виталий Смирнов — клавишные
- Кузин Андрей Кузьмич — аранжировка
- Ольга Чанчина — бэк-вокал («Вулкан»)[6]

### С апреля2011г.
- Алексей Никитин — вокал
- Алексей Бурин — гитара
- Евгений Ермишин — бас-гитара
- Олег Стариков — ударные
- Виталий Смирнов — клавишные

### С2015г.
- Денис Комович — вокал
- Алексей Бурин — гитара
- Олег Сулимов — бас-гитара
- Олег Стариков — ударные
- Виталий Смирнов — клавишные

## Дискография
- Не забывай
- Я буду рядом
- О плохом не думай
- Снял гитару с плеч
- Старый корешок
- Блюз
- Постельный рок-н-ролл
- Непрошеный гость
- Чувства дурака
- Я ночью уйду

- На неправой войне (1992 год)
- Вернуться домой (1994 год)
- Найду тебя (1994 год)
- Харлей (1994 год)
- Жизнь-дерьмо (1992 год)
- Блюз (второй вариант, 1994 год)
- Не в коже (О плохом не думай, 1991 год)
- Дорожная пыль (original, 1991 год)

- На гребне волны
- Дорожная пыль
- 9,5 недель (Sex по телефону)
- Непристойное предложение
- Жизнь-дерьмо
- Случилось так
- О плохом не думай
- Постельный рок-н-ролл
- Я буду рядом
- Криминальное чтиво
- Я вернусь
- Непрошенный гость
- Старый корешок
- Привет, как дела?
- Блюз
- Не забывай
- Снял гитару с плеч

- Встреча на высоте 10000
- Титаник
- О плохом не думай
- 8 Марта
- Дорогу рок-н-роллу
- Чувства дурака
- Третий лишний
- Бесконечная история
- Я не привык
- Художник и музыкант
- Не забывай (оригинальная версия - 1991)
- Good bye

- 9-й стакан текилы
- Основной инстинкт
- Полковник Дубовик
- Без обмана
- Гастрольная
- Морская
- Немного тепла
- Поклонница
- Песнь о новом русском
- Преферанс
- Стюардесса
- О плохом не думай (disco-remix)

- Киллер
- Русалочка
- Фейерверк
- Легко разбиться
- Киллер

- Харлей
- На неправой войне (9-я Рота)
- Бегом из детства
- Мне имя Джон
- Жить красиво ( исп. А.Юнусов )
- Легко разбиться
- Фейерверк
- Киллер
- Good bye
- Дорожка ( исп. А.Юнусов )
- Стрелец

- Тоска морская
- Вулкан
- Делай раз
- Бросай иглу
- Небесный рок-н-ролл
- Космический отряд
- Её поставила она (Свеча)
- Пляжный волейбол
- Не забывай (бонус-трек)

## Видеоклипы
| Год  | Название            |
| ---- | ------------------- |
| 1992 | «О плохом не думай» |
| 1992 | «Не забывай»        |
| 199? | «Чувства дурака»    |
| 2002 | «Стюардесса»        |
| 20?? | «Не забывай»        |